# ハンゲーム
ハンゲーム（한게임）は韓国のNHNが運営するオンラインゲームコミュニティサイト。日本版はハンゲ（Hange）の名称でcocone v（旧NHNハンゲーム）が運営する。
以下、特記なき場合は日本版のサービスについて述べる。

## 概要
トランプゲームやビリヤード、将棋、囲碁などの定番ものから間違い探し、アクションゲーム、RPGまで、多数のゲームが無料で提供されている（一部を除き要会員登録）。有料サービスを受けるには、ハンコインといわれる専用の電子通貨を購入する必要がある。
わくわくフィッシングなど一部ゲームでは無料とは別に、有料のプレミアムサービスが存在する。なお、初期の有料のゲームの多くはオフィシャルサイトが別に存在するが、ユーザー管理は別になっているため、オフィシャルサイトがすでに完全有料となっていてもハンゲームでは無料期間内であるケースも多かった。現在有料ゲームの多くは無料課金型に移行している。また、多数のISPや有名なポータルサイトなどとも提携している。サークル・ミニメール、サイトの至る所に搭載された掲示板やチャット機能によりコミュニティとしても充実している。2004年3月からパソコンからだけでなく、携帯電話からもオリジナルコンテンツやハンコインの購入が可能になった。
ゲーム以外にも、キャラクターの頭の大きい特徴的な「アバターPure」や頭身が大きくなった「アバターCool」の2種類の表現スタイルがある。アバターアイテムとよばれるアイテムが存在し、それをキャラクターは"着替え"と呼ばれる方法でイメージチェンジが行える。提供されるアバターアイテムは有料・無料（無期限無料・期間限定無料）に分かれる。無料品は主にイベントで提供される。現在は、購入したアバターアイテムを他のユーザーにプレゼントしたりすることも可能である。しかし、それに関連してユーザー間での売買や、レアアバターと呼ばれる希少アイテムがインターネットオークションやハンゲームアバター売買サイトにかけられ取引されることもある。また、ユーザー間でもアバターの複製や詐欺などトラブルが多発しており、その対応としてハンゲーム側は、サイト内に設置した「アイテム交換所」のみでの取引に限定するようにユーザーに呼びかけている。
ユーザーIDは2005年5月31日まで、同社運営すべてのサービスで共通であり、知識plus、NAVERブログなどが同じユーザーIDで利用できた。その後、2005年6月1日に知識plusをハンゲームに取り込み、NAVERブログはCURURUにサービス名の変更および独自のIDを取得するように変更され、NAVERから提供されるサービスは無くなった。
2006年には大人向けハンゲームであるアソブログのサービスが始まった（2007年に終了）。
2019年11月にサービスの名称がハンゲーム(Hangame)から、ハンゲ(Hange)に変更になった。

### 他社との協力
他のゲーム会社と共同開発したゲームやハンゲームIDでプレイできる仕様のクライアントを用意したゲームが多いという特徴がある。
2006年にはバンダイナムコゲームスと共同でプロ野球ファミスタオンライン（2014年サービス終了）、2007年にはスクウェア・エニックスと共同でコンチェルトゲートのサービスを開始。また、メイプルストーリーや君主onlineなどに新規参入。
他にも有料ゲームであるオンラインゲーム版プロサッカークラブをつくろう!online（現：J.LEAGUEプロサッカークラブをつくろう!online）とプロ野球チームをつくろう!online（基本料金を無料化した「2」にバージョンアップ）が登場した。
2008年には他社との提携・新作ゲームの開発を積極的に行いラグナロクオンライン、モンスターハンターフロンティアなどの他社の大手タイトルも参入した。一方で、NHNからR2やTERAといったタイトルの開発を行っており、数多くのオンラインゲームを取り入れている。
なお、ハンゲームサイトにおいてHTMLファイルの拡張子は「.nhn」となっており、他社では見られない独特のものである（ファイル名が省力されている場合はindex.nhnである）。
2011年には、MSNと提携し、MSNアカウントから登録することでMSNゲームのページで一部ゲームが遊べるようになった。

## 歴史
断りのない限り、日本版の歴史についてのみ記す。
- 2000年

9月 - ハンゲームジャパン株式会社設立。
11月 - ハンゲーム日本版のサービスを開始。
- 2003年10月 - ハンゲームジャパン株式会社とネイバージャパン株式会社が合併し、NHN Japan株式会社となる。[4]
- 2005年

10月11日 - 最大同時接続者（ハンゲームにログインし、プレイしているユーザー数の総数）が100,000人達成。
6月1日 - 同社サービスにおけるユーザーIDの独立化。
8月27日-8月28日 - 24時間テレビ 「愛は地球を救う」イベントでアバター募金で募金活動をする。募金件数9,370件、総額3,939,900円となり24時間テレビチャリティー委員会を通じて寄付。
9月30日 - 最大同時接続者が124,000人達成。
- 2006年

5月 - 大人向けハンゲームサービス「アソブログ」を開始。
- 2007年

6月 - アソブログのサービスを終了。
- 2008年

3月12日 - ケータイサイト「ハンゲ.jp」を開始。
- 2009年

1月28日 - 「アバターCool」の実装。
10月29日 - ハンゲームのトップページをリニューアル。
- 2010年

4月 - 会員数3432万人、最大同時接続者数15万2000人達成（詳しい日付は不明）。
10月30日 - 大規模オンラインイベント「ハンゲーム10周年記念チャレンジ ～30万人大集合～」開催中に最大同時接続者数21万2000人達成
- 2011年

5月16日 - 最大接続者数16万人達成
5月17日 - au android端末のショートカットアプリに「TEIBANGAME」と「トモダ木」が採用される
- 2013年

4月 - NHN Japan株式会社（現・LINE株式会社）からハンゲーム部門他を分社し、NHN Japan株式会社（2代）を設立。
8月 -  NHN Japan株式会社（2代）が、社名をNHN PlayArt株式会社に変更。
- 2015年

10月 - NHN PlayArt株式会社（現・NHN JAPAN株式会社）がハンゲーム部門をPlayArt Fukuoka株式会社へ譲渡。同社は社名をNHN ハンゲーム株式会社に変更。
- 2019年

8月 - ゲームの愛称を「ハンゲ(Hange)」に改称した。現在の運営会社はcocone fukuoka 株式会社。
- 2022年

5月 - 現在の運営会社はcocone v 株式会社。

## メンテナンス
定期メンテナンスは概ね隔週水曜日に行われている。この間はログイン含めすべてのことが一切不可能となる。また、ゲーム別のメンテナンスが行われることもある。

## セキュリティ、ゲーム内通貨の問題
セキュリティについては、2017年度よりシマンテック社によるトークン方式のログイン認証が無料で利用できるようになっていたが、2021年5月で利用を中止した。運営は、個人設定で「安心設定」の設定をすれば登録された端末以外からの不正アクセスを防げるとしていたが、初期の設定では未設定でありユーザーが自身で設定をする必要がある。
ワンタイムパスワード導入以前は不正なログインを行った者によってアカウントのハンコイン残高を「ハンコイン商品券」に交換され、盗まれる（別のアカウントに移される）という事態も発生していたが、運営はそれまで関知していなかった。ユーザー側での自己防衛を今後も必要とする。
ハンコイン残高は「ハンコイン商品券」というトレード可能なアイテムに交換することが可能である（ハンコインの詳細については後述）。このため、以前からRMT(リアルマネートレーディング)によるトラブルがあった。RMTについては、運営はアカウントの停止などの厳しい措置をとっている。

## ゲーム
新作の追加やサービス終了、またゲーム一覧の順序変更やカテゴリ自体の名称変更などが随時行われている。一覧は2020年10月現在。テスト中のゲームも、公式の一覧に載っている場合はサービスが開始されているものとして掲載している。なお、編集時点で公式よりサービス終了告知が出ているゲームに関しては一覧に載せていない。
ゲーム一覧に載っていないゲームもあるが、まだ稼働している物はここに掲載する。
| - アラド戦記 - ドラゴンネストR - ソウルワーカー - ELSWORD - ファンタシースターオンライン2 - Ar:pi - わくわくフィッシング - 競馬伝説Live! - 俺の甲子園 - キャプテン翼ZERO～決めろ！ミラクルシュート～ - あつまれ！おえかきの森 - キャンディ・バレー - パイレーツパズル - パズル・スクエア - 育猫パズル にゃら通 - タイル・トラベラーズ - ミステリーソサエティ - パニック・ルーム - ダディバブル-パンダ救出の旅- - ベジベジ KINGDOM - ファンタシーブラスト - まちがい探し | - 鋼鉄戦記C21 - Combat Arms: Reloaded - ななぱち - パチスロDX - パチンコDX ＊麻雀4 - 囲碁 - 将棋弐 - ソリティア BATTLE ROYAL - 花札こいこい大典 - フリーセル BATTLE KING - 魁!!男塾～連合大闘争編～ | - チョコットランド - Angel Love Online - League of Angels 3 - TERA (オンラインゲーム) - あやかしっくレコード - ICARUS ONLINE - 少女とドラゴン-幻獣契約クリプトラクト- - League of Angels 2 - エターナルスカーレット - ソラノヴァ - 暁の軌跡 - 大航海時代V - マジぽい - ロード・オブ・ウォー - World End Fantasy - 英雄クロニクル - ロードス島戦記オンライン - 新生R.O.H.A.N - ドラゴニックスエイジ - ドラグーン・ナイツ - ワンモア・フリーライフ・オンライン - ぶっ飛び三国 - 騎士と翼のフロンティア - ドラゴンアウェイク - C9 [Continent of the Ninth] - リジャッジメント/ReBless Zwei - アステリアの伝説 - Warbanner - DRAGON REVENGE - アトランティカ - ポルト・ミラージュ | - ハッピーベジフル - アニマル・ラボ - 戦国IXA - 大戦略WEB - ブラウザ三国志 - ぼくのレストラン - ゲゲゲの鬼太郎 妖怪横丁 - ガルショ✩ - リング✩ドリーム - 楽園生活 ひつじ村 - ガンダムジオラマフロント - リトルリッチマン - テルマエ・ロマエ ガチャ - 料理の鉄人 - 崖っぷち農園 - ファームデイズ - マングローブと不思議なクマたち - 大皇帝 - りっく✩じあ～す - プロジェクトストレーション - 無敵三国 - 魔法の島 - ダービーリーグ - スター・トレック - 第一艦隊 - ヘクサウォーク - Secret Garden - バトル・ジェネラル - プラチナ✩ガール - ロボットガールズZ ONLINE - 守護乙女フラウリッター - チャット - 歌謡タイピング劇場 - 診断屋 |
| | | | |

## コミュニティ
コミュニティは2008年6月2日に新規リニューアルをした。

### その他
ブログ
ハンゲーム内の各ゲームごとのカテゴリだけでなく学校やファッションなど一般的なカテゴリも存在し、自由に書くことができる。ゲームカテゴリの場合、同一のゲームページにブログタイトルが掲示されるため、他のユーザーに読んでもらう機会が増える。また、ブログページには、一般カテゴリも掲載されているため、興味のあるカテゴリのブログも自由に読める。コメントという形で、他のユーザーのブログに言葉を書き残すことも出来る。
ユーザーがブログを非公開にすることも出来る。ハンゲーム内で友人に登録したものにのみ見せることも出来れば、まったく誰にも見せないことも出来る。
掲示板
年齢等のカテゴリ別で掲示板が存在する。また、サークルHGの中にも掲示板が存在しておりサークル活動が書き込めるようになっている。
チャット
対戦型の各ゲーム内にも存在するが、チャットのみを目的としたページである。
サークルHG
過去に「サークル」と呼ばれていたサービスの後継。ハンゲームが提供するゲームサークルの他に日常的なジャンルのサークルを開設・入会できる。また、ハンゲームが運営する公式サークルも存在する。
サービス向上委員会
利用者の声を元にハンゲームのサービスを向上させる。以前は週一で利用者の声と進捗状況を公開することを約束していたが、現在はスタッフがイベントやその他の感想、意見についての質問やアンケートを行う形になっていて、週一ではなく週二更新で行われている。
モテコーデ
自身のファッションを写真で投稿してみんなが採点する。未成年者（主に少女）による投稿でトラブルが少なからずあることから批判がある。
イマピコ
Twitterのように今の気分を一行で発言することができる。
クラブハンゲーム
指定された過去2ヶ月間の利用状況よって特典・特定のサービスが受けられる。審査方法は利用状況をポイント化してプラチナ・ゴールド・シルバー・ベーシックの4つのランクに当てはめる。ポイントは2ヶ月ごとに初期化される。
知識plus （当該ページ参照）
- 2009年6月24日を持ってサービスを終了した。
- アンケートplus

フォーチュンチャンネル（占い）
無料と有料の占いができる。2007年7月31日サービス終了。
メールマガジンバックナンバー

招待カード
数種類のフラッシュゲームの中から、カードを選び友人に送信することができる。
ミニメールチェッカー
Windows上で新着・未読のミニメールがあれば知らせてくれる。2008年11月30日にサービス終了。

## アバター
アバターとは仮想上のキャラクターまたは衣服等のパーツのことである。
- それらのアバターは何かの特典で貰えたりショップで購入することができる。
- 会員登録時に自身の仮想キャラクターが作成され、キャラクターの表現方法としてアバターPureとアバターCoolの2種類がある。選択後、後で変更することもできる。
- アバターPureはアニメ調のデザインで、アバターCoolは現実世界に近いデザインとなっている。作成されたキャラクターは服を着せたりエフェクトで飾る等ができる。
  - アバターPureとアバターCoolのアイテムは独立しており、服をアバターPureからアバターCoolに着せ替える等はできない。
  - アバターによって能力が変動するゲームやアバターを着飾るモードもいくつかあり、人気の一つとなっている。

アバター無料体験コーナー
アバターを無料で体験できる。無料で体験はできるが最終的にはアバター購入のステップに進むことになる。
アバターステージ
アバターで着飾ったキャラクターをステージ上で他人に拍手で評価してもらう。なお、アバターPureとアバターCoolとでステージが異なる。
リンクリンクタウン
ユーザーが4ヵ所にリンクタウンのいずれかに家を構えることが出来、他のユーザーと交流することも出来た。リンクペットと呼ばれるペットと遊ぶこともペット同士を遊ばせることも出来た。現在はマイホームを除いてサービスを終了している。
プリショ広場
ユーザー同士で、プリント倶楽部のようにアバターで写真のような記念を残すことができる。現物ではない。
アイテム交換所
いらなくなったアイテムと欲しいアイテムをユーザー間で交換することができる。
アイテムフリマ
いらなくなったアイテムを自分の好きな値段でフリーマーケットのように販売することが出来るサービス。代金の受け取りはハンコイン商品券で行われる。
3minutesオークション
いらなくなったアイテムをオークション形式で販売することが出来るサービス。オークションの開催時間はシステムで指定された時間に行われる。
アバたま
卵を育成し、育ったポイントに応じてアバターがもらえるというもの。連続7日間（1週間）の間なら育てることができる。また、7日経たなくてもあるポイントを狙って自分の意思で卵を割る（育成終了させる）こともできる。無料と有料とがあるが、有料の卵は最大4個まで持つことができ何回でも購入できるのに対して、無料の卵は月一回配布されるのみである。
一問一答
;ログイン時にかんたんゲームのチョコットランドのモンスターが登場し質問が出てくる。質問を何問か答えるとアバターアイテム、pure・Coolどちらかがもらえる。基本的にはもらえる順番は決まっている。マイページから100問の答えを設定することができる。

## ショップ
Pureショップ/Coolショップ
アバターや課金アイテムを購入することができる場所。「コレクションキング」の無料サポートカードもここで手に入れることができる。
アイテム交換所
アバターPure・アバターCool・マイホームアイテムを自分と他人と物々交換が可能な有料サービス。
ポイント交換所
ハンコインを買ったときについてくるポイント（ハンゲームポイント）は、アバターやハンコイン商品券と交換できる。その交換所。交換は50円（50ポイント）から。
アバガチャ/アバター☆ぽん2
アバターのガチャガチャ。運が良ければレアアイテムが当たる可能性がある。

## ハンゲ.jp
ゲームコミュニティポータルサイトで、ケータイ版ハンゲームで携帯電話からアクセスしてゲームが楽しめる（2010年7月26日よりスマートフォンにも対応。ただ、ケータイ版とは内容が一部異なる）。
2008年3月12日旧ケータイハンゲームサービス終了と共に、新サービス「ハンゲ.jp」スタート。
パソコン版で使用したIDをそのまま利用して遊ぶことができる。基本的な部分はパソコン版と同じ。
- ゲーム - パソコン版では提供していないパズルゲーム、ボードゲーム、カードゲーム等のFlashやアプリを使用してのゲームがある。
- ミニメール - ケータイからもメールを見ることができる。ミニメールの通知サービスも有り。
- ブログ - 携帯からブログを見られる。絵文字使用可能。
- アイテムショップ（アイテムバッグ） - 従来のケータイハンゲームでは無かったアバターの購入・着せ替えが可能。
- アバガチャモバイル -
- デコメール素材 -

## ハンコイン
ハンコインはアバターやゲームの特別アイテムなどを買うためのお金である（ゲーム上の通貨を手に入れる場合でもハンコインからチャージする）。W電子マネーやクレジットカードなどでチャージできる。ハンコインには通常のハンコインとハンコイン商品券（18歳未満購入不可）の2種類があり、ハンコイン商品券を購入することで別のアカウントにプレゼントできる。
購入する以外にも以下の方法で入手できる（商品券として配布されることが多い）。
- イベントなどに参加し、抽選などに当たる。
- アバタープレゼントサークルに入る（ハンコインだけに限らずアバターのプレゼントもある）。
- ハンGモールプラスで指定されたサイトで無料会員登録や買い物をすると指定されたハンGを獲得できる。この方法は18歳未満でも実行できる。ハンGが50G貯まれば商品券55円に変換できる。110円、330円、550円、1100円の商品券もあり、現在のレートは1G=1.1円。ハンGモールを介さずに直接ハンコイン商品券がもらえるサービスもある。
- ハンGモールプラスで貯めたハンGを使いゲームに参加する。現在のゲームは1日1回限定の「ハンGスクラッチ」。1回につき10Gを消費する。
  - スタートを押すと、うさぎが月の周りの雲を削り1等から4等を当てる（はずれあり）。1等（商品券100円）と4等（商品券10円）は固定で2等・3等は毎月商品は変わる。
- ハンGビンゴ。ハンGモールプラスとなり新しく変わってから新しくできたサービスの一つ、ビンゴを始めるというボタンを押しビンゴを始める。1位は5000G、2位は1000G、3位は500G、4位～10位は300G、20位～50位のキリ番の人は100G、60位～90位のキリ番の人は50G、100位～1000位のキリ番の人は10G、ビンゴが成立した全員に1Gが配られる。

アイテムなどもあり決められたサイトに登録するとアイテムがもらえ、ビンゴの時に使える。

## ラジオ
2008年7月22日から2010年3月30日まで、文化放送の超!A&G+にて超!Online Stationを放送した。